# Willie Smits
Pour les articles homonymes, voir Smits.
Willie Smits, né le 22 février 1957 à Weurt, commune de Nimègue, aux Pays-Bas, est un spécialiste de la forêt, écologiste et militant des droits des animaux.

## Formation
Willie Smits est titulaire d'un diplôme en sylviculture à l'université de Wageningen (Pays-Bas). Il fait ses études de doctorat et commence ses recherches à Balikpapan, dans la province du Kalimantan oriental (île de Bornéo, Indonésie). Il est notamment l'auteur d'une thèse sur la symbiose entre les mycorhizes et les racines des Diptérocarpacées.

## Travail de recherche
Dès 1985, il travaille sur les forêts tropicales à la station de recherche de Wanariset à proximité de Balikpapan. Au début des années 1990, il est chef d'équipe du Tropenbos Kalimantan Project Indonesia, un partenariat international entre le ministère indonésien des forêts et la fondation Tropenbos

## La création de la fondation Borneo Orangutan Survival

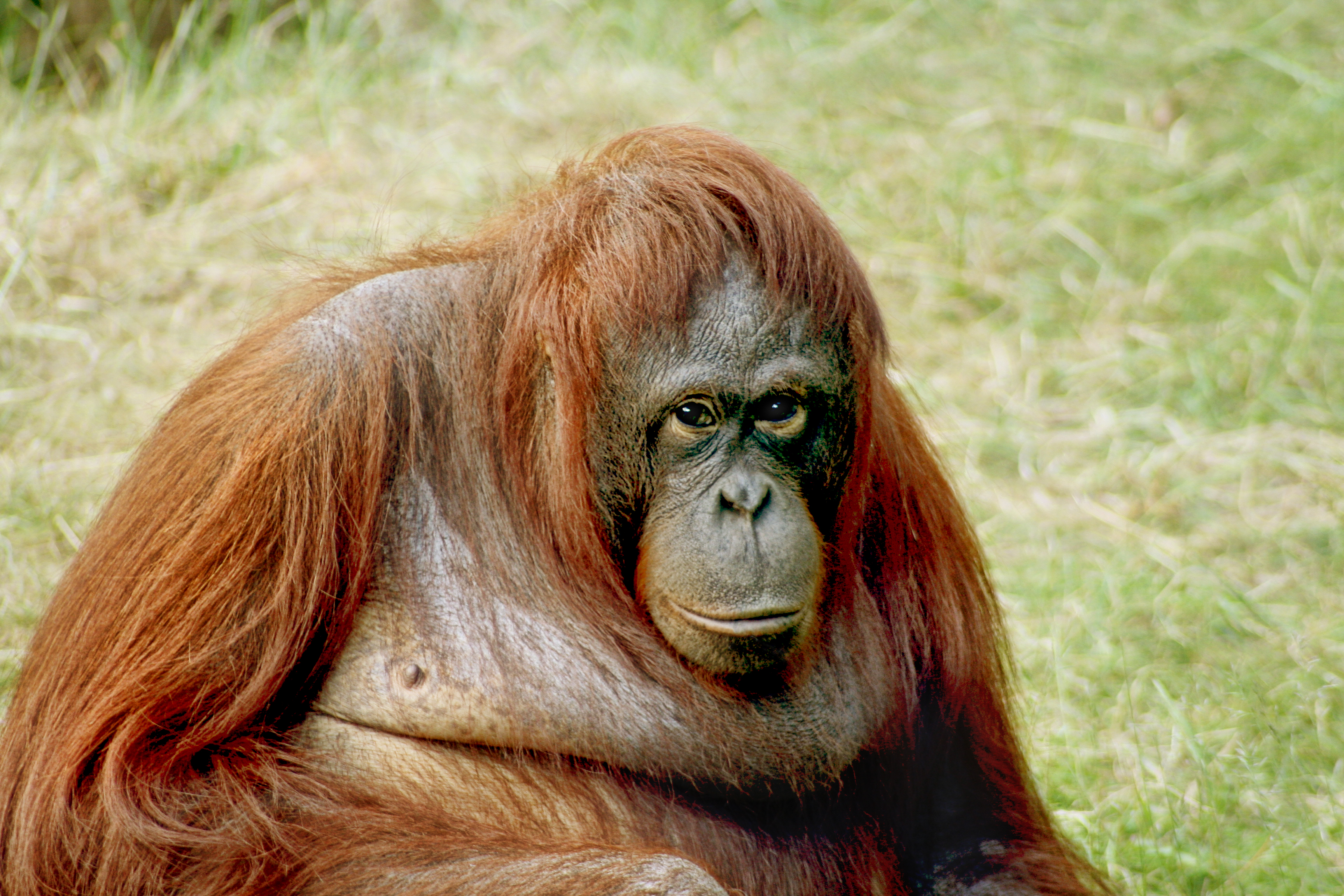
L'orang-outan, espèce en danger

Sa vocation au service de ces animaux a commencé en 1989, lorsque sur le marché de Balikpapan, il découvre un bébé orang-outan en danger de mort et le recueille,. Il nomme le bébé orang-outan Uce, s'en occupe et lui prodigue des soins jusqu'à son rétablissement. Quelques semaines plus tard il reçoit un nouvel orang-outan malade à soigner, qu'il nomme Dodoy.
En 1991, Smits crée la fondation Borneo Orangutan Survival (BOS), la plus grande organisation au monde consacrée à la protection des orangs-outans. Avec l'aide de milliers d'écoliers en Indonésie qui ont fait don de petites sommes d'argent, Smits a été en mesure de mettre en place ce qui est devenu la fondation Borneo Orangutan Survival pour réhabiliter les orangs-outangs orphelins et maltraités et leur permettre de retourner à l'état sauvage dans leur habitat d'origine. Le centre Wanariset est devenu le refuge de centaines d'orangs-outans confisqués, sauvés de la contrebande illégale d'animaux ou qui étaient gardés comme animaux domestiques.
La forêt primaire de Bornéo est l'un des rares refuges restant pour les orangs-outans. Cet habitat disparaît à un rythme phénoménal, en raison principalement de la déforestation et de la plantation à grande échelle de palmiers à huile, ce qui multiplie le nombre d'orans-outans à secourir.
Smits estime que la protection des orangs-outans et la sauvegarde de leur habitat ne bénéficie pas seulement aux orangs-outans mais aussi à l'environnement en général, à la biodiversité, aux habitants de Bornéo et à tous les peuples du monde.

## Samboja Lestari
En 2001, BOS a commencé à acheter des terres près du site de Wanariset. Ce terrain, d'une superficie de 2000 hectares, avait été déboisé par des moyens mécaniques, la sécheresse et de graves incendies et était recouvert d'Alang-Alang (Imperata cylindrica). L'objectif était de restaurer la forêt tropicale et de fournir un refuge pour les orangs-outans tout en fournissant en même temps une source de revenus pour les populations locales. Le nom Samboja Lestari signifie à peu près "conservation éternelle de Samboja". Le reboisement et la réhabilitation est le noyau du projet, avec des centaines d'espèces indigènes plantées. Vers la mi-2006, plus de 740 différentes espèces d'arbres avaient été plantées. 
Le projet de réintroduction des orang-outans de Wanariset a alors été déplacé à Samboja Lestari. Des "écoles de la forêt" ont été établies, des zones qui offrent des aires de jeux éducatives pour que les orangs-outans réapprennent à vivre dans la forêt. Les orangs-outans y vivent en liberté mais sous surveillance et retournent dormir dans des cages la nuit. Des «îles aux orangs-outans" ont aussi été créés pour les animaux qui ne peuvent pas retourner à l'état sauvage. Ils peuvent y vivre dans des conditions proches de leur habitat naturel.
Lors de son discours à la conférence TED en 2009, Willie Smits a présenté des résultats de son expérience à Samboja Lestari. Selon lui, on a pu constater une augmentation substantielle de la couverture nuageuse et des précipitations plus de 30 % grâce au reboisement.
Pour le financement de la réserve naturelle, BOS a créé un système d'achat de parcelle, par lequel chacun peut adopter symboliquement quelques mètres carrés de forêt tropicale. Les donateurs peuvent visualiser et suivre les progrès de leur "achat" grâce à des images satellite utilisant le logiciel Google Earth.

## Autres travaux
Smits continue d'être impliqué dans l'étude des champignons mycorhiziens qui améliorent l'absorption de l'eau et des nutriments du sol par l'arbre meranti. En utilisant ce champignon, il a observé une croissance plus rapide des jeunes plants. À côté de son travail de préservation des orangs-outans à Wanariset, il est également Président de la Fondation Gibbon et consultant pour l'Indonésian Orangutan Survival Program. 
Sa fondation Masarang recueille des fonds pour restaurer les forêts dans le monde et pour soutenir les populations locales. En 2007, Masarang a ouvert une usine de sucre de palme qui utilise l'énergie thermique pour transformer les palmiers à sucre en sucre ou en éthanol, ce qui permet de fournir un revenu à la population locale, et peut-être, d'initier un cycle vertueux vers un avenir meilleur pour les habitants, les arbres et les orangs-outans.
La famille de son épouse gère une plage d'environ 10 kilomètres de long dans le Sulawesi du Nord, où on peut observer les tortues de mer et les coraux. Smits essaie également d'empêcher le commerce illégal des oiseaux tropicaux. Il est aussi un fervent partisan de l'utilisation de sucre de palme, plus écologique selon lui que la canne et plus apte à fournir un revenu aux petits agriculteurs.

## Publications
- Thinkers of the Jungle - The Orangutan Report par Gerd Schuster, Willie Smits avec des photographies de Jay Ullal  (ISBN 978-0841602854)

## Télévision
Willie Smits figure dans un certain nombre de documentaires, notamment :
- Flames of Extinction (CNN)
- Orangutan Island (NHNZ)
- Orang-outan Diary (BBC) [11]
- The Disenchanted Forest (National Geographic Channel)